# アセトアミド
アセトアミド（英: acetamide）とは有機化合物の一種で、酢酸とアンモニアが脱水縮合した構造を持つアミドである。
石炭の自然発火に伴って生成する有機鉱物でもある。

## 性質
無色で六角形の結晶。融点 82 °C、沸点 221 °C。20 °Cで水に 97 %、エタノールには 31 % 溶ける。クロロホルムやグリセリンにも溶けるが、エーテルにはほとんど溶けない。
酢酸アンモニウムと無水酢酸を加熱すると得られる。また、酢酸アンモニウムの熱分解でも合成できる。
加水分解すると酢酸とアンモニアに、脱水するとアセトニトリルになる。
LiAlH4などによって還元され、エチルアミンとなる。
溶融アセトアミドは、さまざまな有機、無機化合物を良く溶かす溶媒として用いられる。

## 安全性
実験動物において、癌を引き起こすことが確認されている。国際がん研究機関では、人に対する発ガンリスクの分類をグループ2Bとしている。

## アセトアミド基
化学式が CH3C(=O)NH- と表される1価の置換基を、アセトアミド基 (acetoamido group) と呼ぶ。弱い電子供与性基として扱われる。

## 宇宙における分布
アセトアミドは、彗星表面および天の川銀河の中心部から検出されている。アセトアミドはタンパク質中のペプチド結合と同じ構造をもつ。そのためアセトアミドの存在は、生命の原料となる化学物質が宇宙空間で生成していることを示す証拠の一つとして、宇宙生物学の分野で興味を持たれている。